# Bistum Zacapa
Das Bistum Zacapa (lat.: Dioecesis Zacapensis) ist ein in Guatemala gelegenes römisch-katholisches Bistum mit Sitz in Zacapa. Es umfasst die Departamentos Chiquimula und Zacapa.

## Geschichte
Papst Pius XII. gründete das Bistum Zacapa am 10. März 1951 aus Gebietsabtretungen des Erzbistums Guatemala. Am 16. September 1956 verlor es einen Teil seines Territoriums an die Territorialprälatur Santo Cristo de Esquipulas und am 30. April 1968 trat es einen weiteren Teil an die Apostolische Administratur Izabal ab.
Aufgrund der Bulle Qui pro munere Johannes Pauls II. teilt sie sich seit dem 24. Juni 1986 mit der Territorialprälatur Santo Cristo de Esquipulas aeque principaliter den Bischof.

## Bischöfe von Zacapa
- Costantino Cristiano Luna Pianegonda OFM (1955–1980)
- Rodolfo Quezada Toruño (1980–2001, dann Erzbischof von Guatemala)
- José Aníbal Casasola Sosa (2004–2007)
- Rosolino Bianchetti Boffelli (2008–2012)
- Ángel Antonio Recinos Lemus (seit 2016)